# ایدوم (تگزاس)
ایدوم، تگزاس(به انگلیسی: Edom, Texas) شهری در ایالت تگزاس از ایالات جنوبی ایالات متحده آمریکا است. در سرشماری سال ۲۰۰۰، جمعیت این شهر ۳۲۲ نفر اعلام شد.